# Hypoestes tenuifolia
Hypoestes tenuifolia är en akantusväxtart som beskrevs av Ridley. Hypoestes tenuifolia ingår i släktet Hypoestes och familjen akantusväxter. Inga underarter finns listade i Catalogue of Life.